# Jaroslav Fišer (fotograf)
Jaroslav Fišer (* 8. září 1965 Praha) je český fotograf, pedagog, kameraman a kurátor.

## Život a dílo
- 1981-85 – Střední průmyslová škola grafická
- 1987-92 – FAMU, katedra fotografie (Mgr. A.)
- 1990 – Stipendium na Akademii v Amsterdamu
- 1991 – Stipendium na AVU v atelieru Aleše Veselého
- 1992 – Stipendium na Univerzitě Trent v Nottinghamu
- 1993-94 – Ředitel Pražského domu fotografie
- 1994-2002 – odborný asistent na VŠUP
- 1999 – Pedagogický pobyt na Akademii v Krakově
- 2000/1 zima – Stipendijní pobyt na Káhirské Univerzitě
- 2011 – pedagog na škole reklamní a umělecké tvorby Michael
- 2016 - pedagog na Vysoké škole kreativní komunikace
- 2019/20 - pedagog na CET academic programs
- 2021 - vedoucí oboru Fotografie a nová média na škole reklamní a umělecké tvorby Michael

V letech 1981-1985 studoval fotografii na Střední průmyslové škole grafické v Praze a mezi lety 1987-1992 na FAMU. Absolvoval stáže na Rijksakademii van Beeldende Kunste v Amsterdamu (1990), na AVU v atelieru Aleše Veselého (1991) a na Trent University v Nottinghamu (1992). Vedl Galerii Svazu českých fotografů (1992) a byl výkonným ředitelem Pražského domu fotografie (1993-1994). Působil jako odborný asistent v nově založeném atelieru fotografie na VŠUP.
V současné době působí na škole pro reklamu a umění Michael. Jako pedagog působil na zahraničních stážích na uměleckoprůmyslové fakultě v Krakově (1999) a na Univerzitě v Káhiře (2000). Samostatně vystavuje od roku 1988, mimo jiné v Praze, Brně, Amsterdamu, Curychu, Mnichově a v Krakově. Jeho tvorba je zastoupena v soukromých i veřejných sbírkách (Victoria Albert Museum v Londýně, Uměleckoprůmyslové muzeum v Praze, Stiftung fur die fotografie-Kunsthaus Zurich, Karlova Univerzita, Muzeum fotografie a moderních obrazových médií v Jindřichově Hradci a Galerie hlavního města Prahy) Je členem Umělecké Besedy a Pražského domu fotografie (dnes Fotoforum).
Vedle volné tvorby se věnuje i užité fotografii (např. knižní obálky pro Odeon, vydavatelství Hejkal, Bulzoni editore v Římě, Mladou Frontu či spolupráce s tištěnými periodiky vydavatelství Mladá Fronta, Stratosféra, Sanoma, Hachette aj.) Kurátorsky připravil výstavy Ladislav Postupa (Galerie SČF), Nová jména (PHP), Zmizelý svět Romana Vishniaka (Správa Pražského hradu), výstavy studentů VŠUP, filmové plakáty J. Fišera staršího aj. Mimo tyto aktivity působí jako kameraman a vytváří virtuální prezentace. Spoluorganizoval letní kurzy fotografie pořádané ve spolupráci s The School for Photografic Studies se sídlem v Baltimore a Vysokou školou Uměleckoprůmyslovou v Praze. Mezi lety 2013 až 2016 spolupracoval s Českou televizí.

## Výstavy

### Samostatné výstavy
- 2018 - Projekt pro Ukradenou galerii, Praha
- 2015 - Volná tvorba a židovské památky, Jeruzalémská synagoga, Praha
- 2013 – Křížové chodby Nové radnice a Galerie Třináctka, Brno
- 2012 – II.díl, Galerie Azeret, Praha (doprovdný program festivalu Prague Foto)
- 2011 – Staré kousky, Galerie Azeret, Praha
- 2011 – Šuplík, Galerie České Spořitelny, Kladno
- 2010 – Knižní obálky, Palác Luxor, Praha
- 2002 – Mimo atelier, MVS Liberec
- 2001 – Funkeho Kolín
- 2001 – Galerie České Spořitelny, Kladno
- 1999 – Fakulta užitých umění, Akademie, Krakow
- 1997 – Jubilejní synagoga, Praha
- 1996 – Fotoforum, Curych
- 1995 – Galerie České Spořitelny, Kladno
- 1995 – Galerie Fronta, Praha
- 1992 – Passinger fabrik, Mnichov
- 1992 – Pražský dům fotografie
- 1991 – Galerie Svazu českých fotografů, Praha
- 1991 – FAMU
- 1990 – Galerie Scholte – Rijksakademie van beeldende kunste, Amsterdam
- 1990 – Galerie A’pert, Amsterdam
- 1989 – OKD Praha 8 • 1988 – Valdštejnská zahrada, Praha

### Vybrané společné výstavy
- 2014 - Dvojeexpozice, Dům fotografie, Praha
- 2013 - Pedagogové školy Michael, Dům U Kunštátu, Praha
- 2011 - Skřítci, trpaslíci a jiné bytosti, galerie Art in box, Praha
- 2011 - Houby, houbičky, galerie Art in box, Praha
- 2010 - Pocta B. Reynkovi, GVU Havlíčkův Brod
- 2010 - Výběr II., Galerie Diamant, Praha, GVU Klenová, Muzeum Vodňany
- 2007/8 - Umělecká Beseda, Galerie Orlických hor, Novoměstská radnice,Galerie výtvarného uměnív Mostě, Západočeské muzeum v Plzni
- 2006 - Pocta Umělecké besedy Václavu Rabasovi, Rabasova galerie Rakovník
- 2007 - Výběr, Galerie Diamant, Praha
- 2006 - Autoportrét, Galerie Františka Drtikola v Příbrami
- 2005 - Česká fotografie 20. století, GHMP
- 2003 - 140 let Umělecké besedy, GHMP
- 2001 - Doteky - III. mezinárodní symposium, Klenová
- 2000 - UB 2000/01, Mánes, Prague
- 2000 - Reklama 90/00 - Technické Muzeum, Praha
- 1999 - Čas zvuků, Unětice
- 1998 - Čeští výtvarníci k 650. výročí Univerzity Karlovy, Karolinum
- 1998 - Asi, asi asistenti, VŠUP
- 1998 - Umělecká beseda, Mánes
- 1997 - Sbírka Martina Lehnera-Fotoforum, Curych
- 1997 - Umělecká beseda, Mánes
- 1996 - Umělci Fotofora Feldeg, Curych
- 1996 - Tendence,Peking
- 1996 - Funkeho Kolín
- 1994 - Česká fotografie 1989-94, Mánes
- 1994 - Art‘s Fair,Chicago
- 1993 - Kunst Rai, Amsterdam
- 1993 - Funkeho Kolín
- 1992 - What’s new-Prague - Art Institute, Chicago
- 1991 - Současná česká fotografie, Dietsenbach
- 1991 - Umělci galerie A‘pert, Amsterdam
- 1990 - Why van Gogh? - A‘pert gallery, Amsterdam
- 1989 - Konfrontace, Svárov
- 1989 - Other side of photography - Rietveld Academy, Amsterdam
- 1988 - Hollar, Praha

### Zastoupení ve veřejných sbírkách
- Victoria & Albert Museum, Londýn

- Stiftung fur die fotografie/Kunsthaus, Curych
- Uměleckoprůmyslové muzeum, Praha
- Karlova Univerzita
- Národní muzeum fotografie, Jindřichův Hradec
- Galerie hlavního města Prahy/ Dům fotografie

## Kameramanské práce
- 2011 - Fimfárum/ pohádka O kloboučku s pérkem sojčím
- 2012 - Práce na animovaných loutkových spotech pro interní reklamní kampaň RWE
- 2013 - Soubor krátkých filmů pro Centrum dopravního výzkumu v Brně
- 2014 - Soubor medailonů mladých vědců “Dobrodruzi poznání” pro Akademii věd
- 2019 - Betonová džungle, krátkometrážní animovaný film
- 2021 - Přes hranici, francouzsko-německo-český celovečerní animovaný film
- 2022 - Máma má vždycky pravdu, krátkometrážní animovaný film
- 2022 - Paolo´s Gluck, německo-švýcarský krátkometrážní animovaný film
- 2022 - Zůza v zahradách, krátkometrážní animovaný film

## Práce v oblasti užité fotografie
Fotografie architektury, designu, ilustračních a studiových snímků, jídla a portrét pro časopisy:
- Mladá Fronta-Formen, FOOD, Bydlení, Moje Psychologie, Maminka, Juicy, My Life, Dieta, VTM science, Strategie, Parlamentní listy, Client Magazines, 2002-13
- Hachette - Apetit, Marianne, 2006-8
- Sanoma - Vlasta, 2000-2011
- Stratosféra - Esquire, Rolling Stone, Harper's Bazaar, Cosmopolitan, Red Hot, 1996-2002
- Nordic Chamber of Commerce - Nordic News, 2000-2014

## Práce pro knižní vydavatelství
- Obálky pro Edici světové knižnice - Odeon (ve spolupráci s Pavlem Hrachem, od roku 2005-2013)
- Obálky pro vydavatelství Hejkal
- Obálky pro vydavatelství Mladá Fronta
- Obálky pro vydavatelství Bulzoni Editore (Řím)

## Kurátor výstav
- 2023 - Vladimír Kozlík-práce z posledních let, Blatenský fotovestival, Národní divadlo moravskoslezské v Ostravě
- 2021 - Vladimír Kozlík a jeho žáci, Nová síň, Praha
- 2020/3 - Prague Photo- výstavy studentů Střední školy Michael
- 2020/3 - Fest Michael, koncepce studentských výstav na náměstí Míru v Praze
- 2012 - Jaroslav Fišer senior - Filmové plakáty a knižní tvorba, Galerie Světozor (ve spolupráci s Pavlem Rajčanem)
- 1999 - Jaroslav Fišer senior, Galerie Mladá Fronta
- 1999/2000 - Studenti VŠUP, Liberec
- 1995 - Roman Vishniak - Zmizelý svět, Tereziánské křídlo Pražského hradu
- 1993, 1994 - Nová jména, Pražský dům fotografie
- 1992 - Ladislav Postupa, Galerie Svazu Českých fotografů